# Libysch-Syrische Union

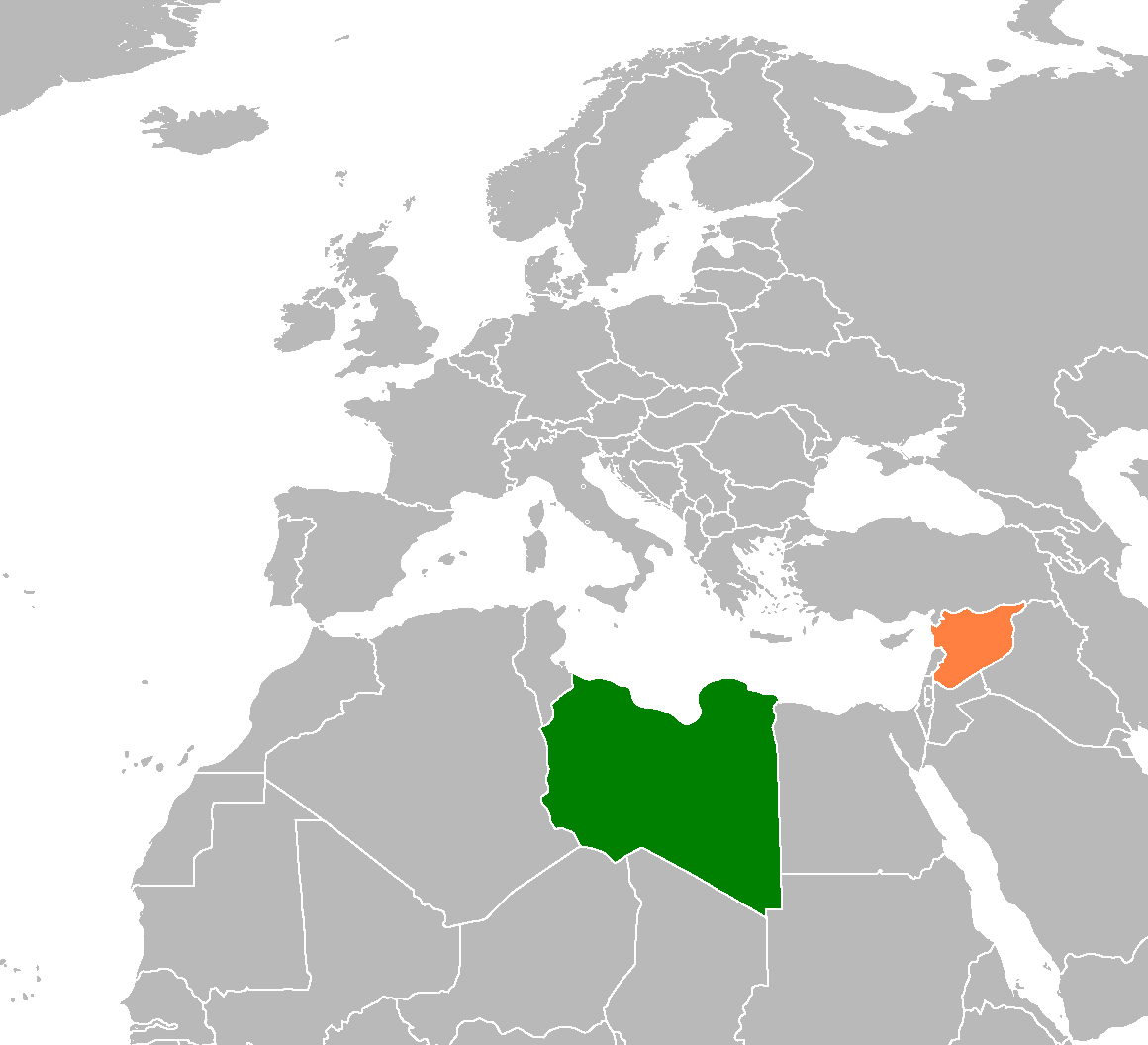
Libyen (grün) und Syrien (orange), zwischen den Hauptstädten Tripolis und Damaskus liegen 2150 Kilometer

Die im September 1980 von Muammar al-Gaddafi vorgeschlagene staatliche Union Libyens mit Syrien war eines der zahlreichen libysch-arabischen Vereinigungsprojekte und Teil des gesamtarabischen Einheitsstrebens. Die projektierte Union galt bereits im Dezember 1980, spätestens aber im August 1981 als gescheitert.

## Vorgeschichte

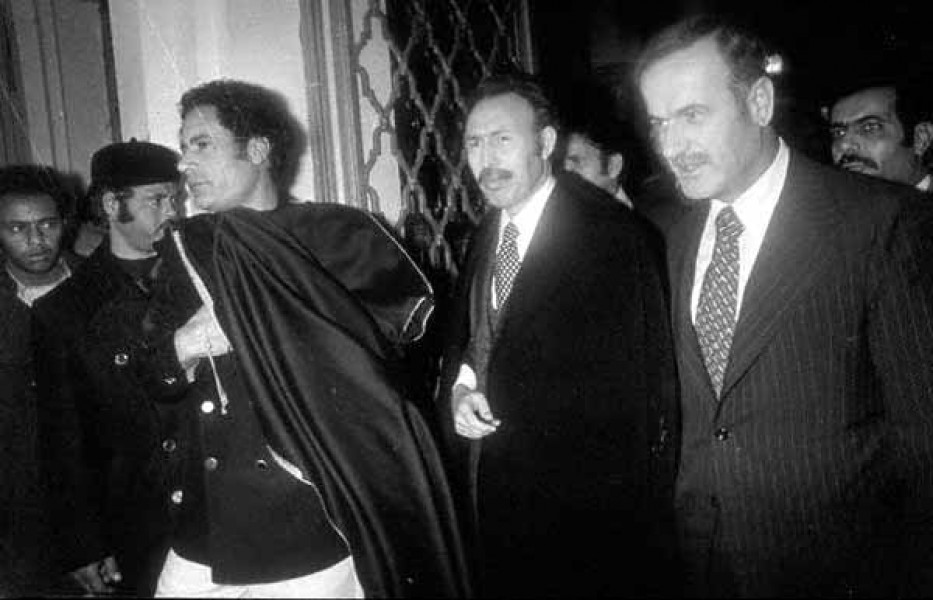
Gaddafi und Assad 1977 in Tripolis

Bereits im April 1971 hatten Libyen und Syrien mit Ägypten eine Föderation Arabischer Republiken gebildet, doch ebenso wie die 1976 vereinbarte Vereinigte Politische Führung Ägyptens und Syriens war auch die ägyptisch-libysch-syrische Föderation mit der Jerusalem-Reise des ägyptischen Präsidenten Anwar Sadat im November 1977 endgültig auseinandergebrochen. Gaddafi und Syriens Präsident Hafiz al-Assad entließen daraufhin am 5. Dezember 1977 per Dekret den Präsidentschaftsrat der Föderation, den Sitz der Föderation verlegten sie zunächst nach Tripolis. Dorthin lud Gaddafi im Dezember 1977 arabische Staatschefs zur Bildung einer Front der Standhaftigkeit gegen den 1978 geschlossenen ägyptisch-israelischen Separatfrieden von Camp David ein. Ein anderer Aspekt dieser von Libyen inszenierten Frontbildung war das Bemühen Gaddafis um militärischen Schutz vor einer ägyptischen Invasion. Der kurze ägyptisch-libysche Grenzkrieg vom Juli 1977 hatte bereits die hoffnungslose Unterlegenheit der kleinen libyschen Armee gegenüber der zehnmal größeren Streitmacht Ägyptens offenbart; 1980 drohten neue Kämpfe an der libysch-ägyptischen Grenze. Zudem hatten 1980 die USA und Frankreich das libysche Regime zu stürzen versucht. Gaddafi hoffte, die anderen „Standhaftigkeitsländer“ würden gegebenenfalls Truppen zum Schutz seines Regimes entsenden und Libyen so den Rücken während seines Eingreifens in den Tschadischen Bürgerkrieg freihalten.
Syrien hatte nach dem Wegfall des militärischen Bündnispartners Ägypten zunächst im Irak Ersatz gesucht, der einen Freundschaftsvertrag mit der Sowjetunion geschlossen hatte. Auch unter dem Druck des israelischen Einmarsches in den Südlibanon ab April 1978 wurde am 26. Oktober 1978 vorübergehend eine syrisch-irakische Aussöhnung erreicht und sogar eine Vereinigung beider baathistischen Staaten beschlossen. Doch nach dem Machtantritt Saddam Husseins kündigte der Irak im Juli 1979 die beschlossene Union auf. Ein erster Aufstand der Muslimbrüder und der sich seit Juli 1980 ankündigende Irakisch-Iranische Krieg verschlimmerte die militärische Lage des isolierten Syrien weiter. In eiliger Parteinahme für den Iran hatte Syrien der (von Nachschub und Ersatzteilen aus den USA abgeschnittenen) iranischen Luftwaffe zahlreiche syrische Kampfflugzeuge „geliehen“, und über 1.000 syrische Panzer waren drohend an den Grenzen zum Irak und zu Jordanien aufgefahren. Die Sowjetunion hatte daraufhin die Lieferung weiteren Kriegsmaterials bis zur Begleichung der syrischen Schulden ausgesetzt. Aus Sorge vor einem Zweifrontenkrieg wandte sich Syrien daher wieder Libyen zu.

## Organische Union

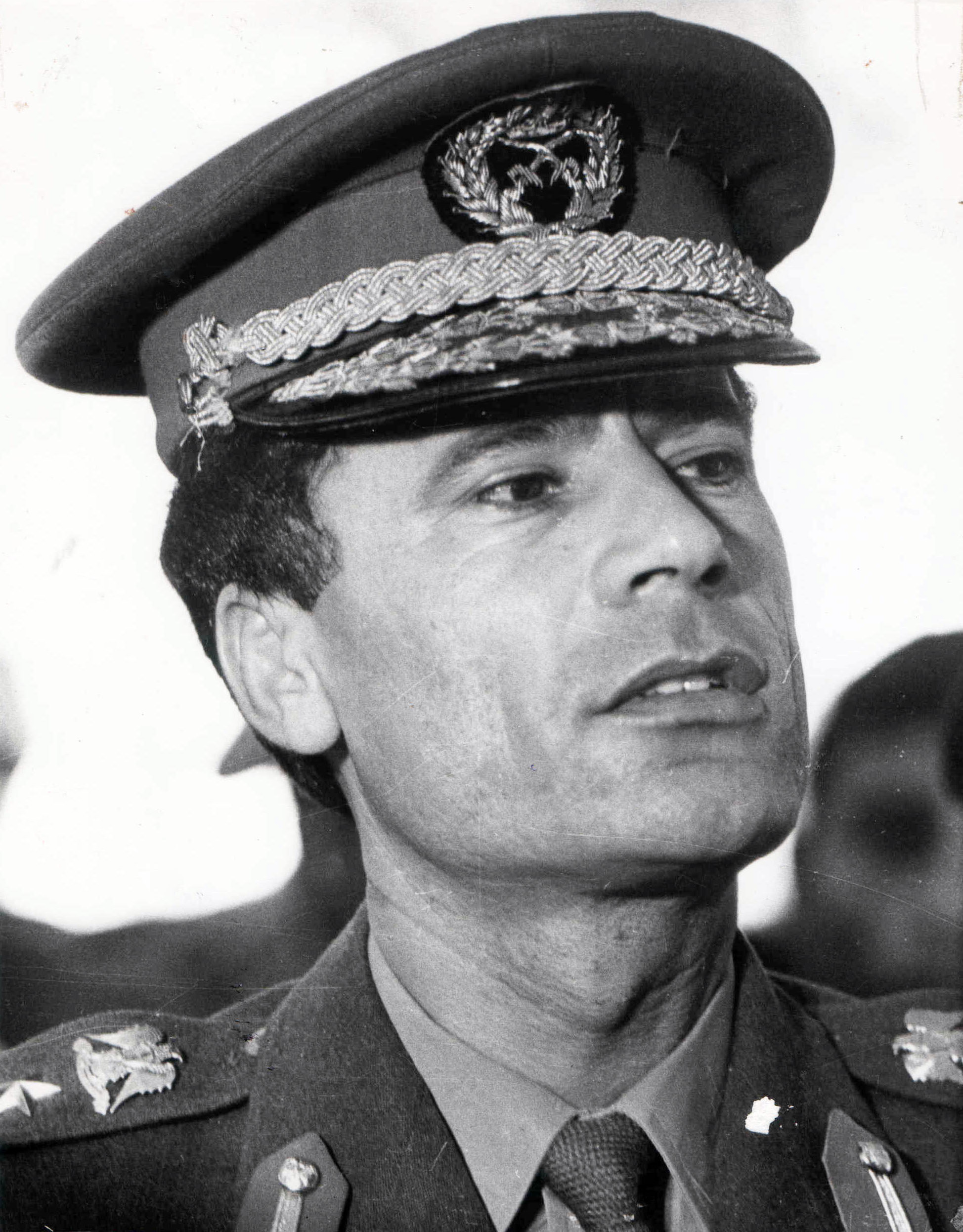
Libyens Machthaber Muammar al-Gaddafi (1976)

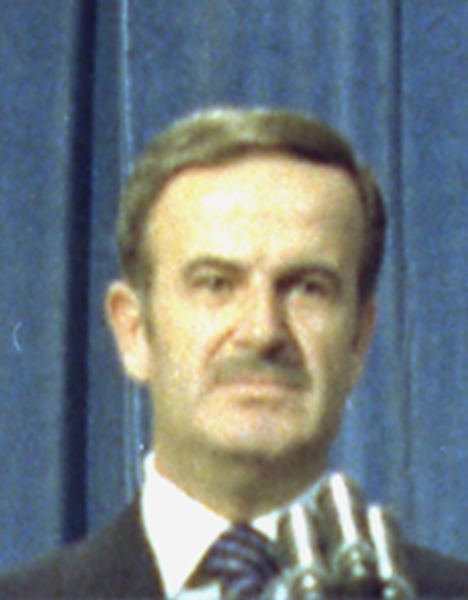
Syriens Präsident
Hafiz al-Assad (1977)

Zum 11. Jahrestag der libyschen Revolution schlug Gaddafi am 1. September 1980 Assad den Zusammenschluss Libyens und Syriens zu einem sozialistischen Einheitsstaat vor. Assad stimmte dem Vorschlag zu, und schon am 10. September wurde eine entsprechende 13-Punkte-Vereinbarung unterzeichnet, die eine „Organische Union“ bzw. eine vollständige Verschmelzung beider Staaten vorsah. Innerhalb nur eines Monats sollten die Führungsriegen Libyens und Syriens erneut zusammenkommen, um einen konkreten Plan vorzulegen und erste Schritte einzuleiten. Innerhalb nur eines Jahres sollte eine neue Regierung sowie ein „Revolutionärer Kongress“ gebildet und der Vereinigungsprozess abgeschlossen sein.
Der libysch-syrische Einheitsstaat sollte auch allen anderen „progressiven“ Staaten offenstehen, die zur Konfrontation mit Israel und den mit den USA verbündeten Regimes bereit waren, und somit zum Kern einer gesamtarabischen Union werden. Gaddafi versprach, er werde selbst als Fida'i (Partisan) in Galiläa (Palästina) kämpfen, sollte die Union scheitern.
Der libysche Machthaber beglich umgehend gegenüber der Sowjetunion syrische Schulden in Höhe von einer Milliarde US-Dollar und stellte Syrien weitere 800 Millionen zur Verfügung. Die Rolle der Sowjetunion hinter dieser Diplomatie blieb unklar, doch nach der Ankündigung der Union schloss die Sowjetunion im Oktober 1980 mit Syrien einen Freundschaftsvertrag.
Statt nach einem Monat kamen die libysche und die syrische Führung erst im Dezember wieder zusammen. Bei einem libysch-syrischen Gipfeltreffen vom 15. bis 17. Dezember 1980 in Bengasi wurden daher Abstriche am Zeitplan für die Vereinigung gemacht, womit das Projekt faktisch gescheitert war. Gaddafi und Assad beschlossen nur die Einsetzung eines Obersten Komitees bzw. einer Kommission, die erst einmal einen gemeinsame Verfassungsrahmen erarbeiten sollte.
Fragen wie die eines gemeinsamen Staatsoberhaupts, einer gemeinsamen Hauptstadt und der Form einer gemeinsamen Regierung bzw. gemeinsamer staatlicher Organe blieben unbeantwortet. Im März 1981 erklärte Assad, dass die beiden Regierungen noch immer nach der geeigneten Formel suchen würden, um die größtmögliche Zustimmung der Bevölkerung zu dem Vereinigungsvorhaben zu erreichen. Während Gaddafi auf eine vollständige Union drängte, wollte Assad nur eine lockere Föderation. Die Unterschiedlichkeit Syriens und Libyens erschwerte einen Zusammenschluss grundsätzlich. Anders als noch 1971 war die Etablierung der libyschen Dschamahirija 1981 bereits fortgeschritten. Diese Staatsform war trotz gemeinsamer „sozialistischer Orientierung“ mit dem militärisch-bürokratischen Beamtenstaat Syrien kaum kompatibel, und Assad war nicht bereit, die syrische Baath-Partei bzw. die Nationale Progressive Front aufzulösen. Bis Ablauf der vereinbarten Jahresfrist waren keinerlei Fortschritte gemacht worden. Bei einem Besuch in Damaskus im August 1981 machte Gaddafi deshalb Bürokraten, Regionalisten und Spalter für das Scheitern der Vereinigung verantwortlich.

## Kritik

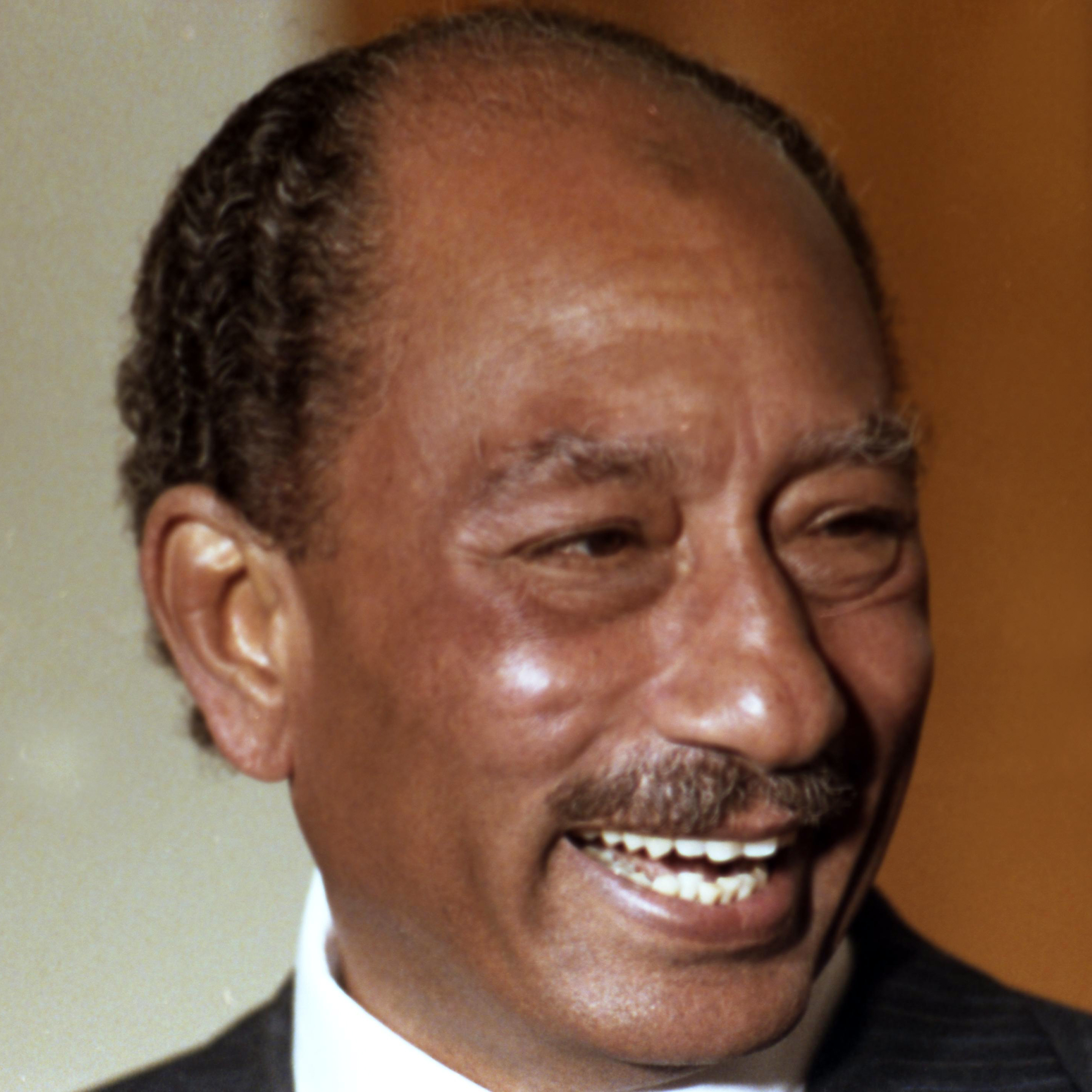
Anwar Sadat spottete über die „Union von Kindern“

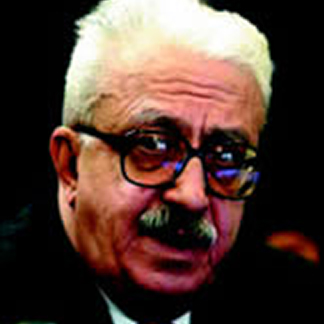
Für Tariq Aziz war die Union mehr Schein als Sein

Kritik kam vor allem von Libyens und Syriens vorherigen Föderationspartnern Ägypten und Irak. Während Sadat den geplanten Zusammenschluss als „Union von Kindern“ verspottete, nachdem er Gaddafi und Assad zuvor schon als „Zwerge“ beschimpft hatte, bezeichnete Iraks Außenminister Tariq Aziz die Union als „eine Einheit, bei der der Schein das Sein überwiegt“. Aziz stellte vor allem den Nutzen einer libysch-syrischen Union infrage und wies 1981 auf den geringen militärischen bzw. geostrategischen Wert des geplanten Zusammenschlusses hin. Wie die Kriege von 1967 und 1973 gelehrt hätten, benötige das schwache Syrien im Falle eines Kriegs gegen Israel ein starkes Hinterland, das natürlich nur der Irak, nicht aber das weit entfernte und militärisch schwächere Libyen sein könne.

„Die Fläche Libyens spielt keine Rolle bei dem arabisch-zionistischen Konflikt, nur dann, wenn Libyen als strategische Tiefe für Ägypten genutzt wird. Aber Ägypten, wohlgemerkt, verfügt über eine große Landfläche und bedarf dieser Tiefe auch in seinem Kampf gegen den zionistischen Feind nicht. Das ist ganz verschieden zum Beispiel von den syrisch-irakischen Beziehungen. Aufgrund der kleinen Bevölkerungszahl und des niedrigen Niveaus [...] der technologischen Entwicklung Libyens ist es kaum in der Lage, eine militärische Streitmacht aufzustellen, die eine entscheidende Bedeutung […] haben kann.“

Lediglich Libyens reiche finanzielle Möglichkeiten seien nützlich, doch diese setze Gaddafi kaum ein. Aziz erinnerte zudem an Gaddafis nicht eingehaltenes Versprechen,

„[...] entweder mit Syrien eine Einheit zu bilden [...] oder sich als Freischärler nach Galiläa zu begeben [...] Diese schönen Worte hat Gaddafi im vergangenen September gesagt. Jetzt sind wir im Februar 1981. Mehr als fünf Monate sind nach diesen schönen Worten Gaddafis vergangen, aber Gaddafi ist noch nicht nach Galiläa gegangen.“

## Nachwirkungen
Angesichts der Konfrontation zwischen Libyen und der US-Flotte im Golf von Syrte im August 1981 erklärte Assad zwar erneut seine Solidarität mit Libyen, und Gaddafi verhandelte in Syrien noch immer über die Union, militärisch jedoch stand Libyen in diesem Konflikt und beim Bürgerkrieg im Tschad ebenso allein wie Syrien bei der israelischen Annexion der Golanhöhen im Dezember 1981 bzw. beim Aufstand der Moslembrüder in Hama und beim Libanonkrieg 1982.
Dennoch tagte am 3. Oktober 1984 erstmals ein Vorbereitungskomitee für das (im Dezember 1980 vereinbarte) libysch-syrische Oberste Politische Komitee, und am 20. Mai 1985 kam das Oberste Politische Komitee endlich zu einer (ersten und letzten) gemeinsamen Sitzung zusammen. Einige Abkommen über wirtschaftliche und kulturelle Zusammenarbeit wurden geschlossen, am 7. Juli 1985 kam noch ein militärisches Kooperationsabkommen hinzu. Libyen gehörte zu diesem Zeitpunkt aber bereits einer anderen Union an, der Arabisch-Afrikanischen Föderation mit Marokko. Erneutes libysch-syrisches Zusammengehen beendete 1986 auch diese Föderation: Nachdem Marokkos König Hassan II. am 22. Juli 1986 den damaligen israelischen Premier Schimon Peres zu (ergebnislosen) Gesprächen in Marokko empfangen hatte, verurteilten Gaddafi und Assad bei einem Besuch des syrischen Präsidenten in Tripolis am 24. August 1986 das marokkanisch-israelische Treffen scharf. Daraufhin kündigte Hassan am 28. August 1986 per Telegramm die Föderation, und Gaddafi bekräftigte am 31. August stattdessen nochmals seinen Wunsch, eine Union mit Syrien zu bilden.
Syrien hat sich seitdem an keinerlei weiteren Einigungsprojekten mehr beteiligt. Im Gegensatz zu den meisten anderen Unionsprojekten mit Libyens Nachbarstaaten führte das Scheitern des libysch-syrischen Projekts nicht zur Verschlechterung der Beziehungen zwischen Libyen und Syrien – auch nicht während des Kuwait-Krieges 1990/91, als Syrien sich der antiirakischen Koalition anschloss, Libyen aber eine proirakische Haltung einnahm.